# Tit Munaci
Tit Munaci (en llatí Titus Munacius) era un militar i polític romà, parent de Luci Munaci Planc, cònsol l'any 42 aC.
Destinat com a procònsol a la Narbonense, va informar el seu parent i també al senat dels moviments militars a la província en l'època agitada que va seguir a l'assassinat de Juli Cèsar. Posteriorment va ser partidari de Marc Antoni quan la Gàl·lia es va declarar al seu favor.